# Чайка Надія Зеновіївна
Надія Зеновіївна Чайка — українська футболістка, півзахисниця донецького «Шахтаря».

## Клубна кар'єра
Надія Чайка народилася 1-го жовтня 1991-го року. Футболом розпочала займатися у 8-му класі у футбольній секції 72-ої школи Львова. Після цього потрапила в команду Львівського державного університету фізичної культури, де її тренером був Валентин Іванович Борейко. 
Перший контракт на професіональному рівні Надія підписала з командою «Нафтохімік» (Калуш), у складі якого стала бронзовою призеркою чемпіонату України 2011 року та срібною призеркою 2012 року. Також Чайка у складі «Нафтохімік» здобула Кубок України.
У 2013-му році Чайка виграла золоті медалі стала чемпіонкою Першої ліги України, граючи за моршинський «Медик».
Також Надія Чайка виступала за «Ятрань», «Янтарочку» та «Ладомир».
З 2018-го року Чайка була гравчинею та тренеркою львівських «Карпат». На початку 2022-го року через брак фінансування ЖФК «Карпати» (Львів) припинив своє існування.
Під час російського вторгнення в Україну Надія Чайка перебувала в Туреччині на тренувальних зборах з харківським «Житлобудом-1».
Пізніше стала гравчинею клубу «SWD» із Водзіслава-Шльонського, який виступав в першій жіночій лізі Польщі, а з часом доєдналася до команди «АП Лотос» із Ґданська, який виступав вже в елітному польскому дивізіоні Екстраклясі.
У 2024 році Чайка стала гравчинею жіночої команди донецького «Шахтаря».

## Досягнення
«Нафтохімік»
- Вища ліга чемпіонату України
  -  Чемпіонка (2): 2011, 2012
- Кубок України
  -  Володарка (1): 2012

«Медик»
- Перша ліга чемпіонату України
  -  Чемпіонка (1): 2013